# Parigi-Nizza 1973
La Parigi-Nizza 1973, trentunesima edizione della corsa, si svolse dall'11 al 17 marzo 1973 su un percorso di 850 km ripartiti in sei tappe (la prima, la terza e la sesta suddivise in due semitappe) più un cronoprologo. Fu vinta dal francese Raymond Poulidor della Gan-Mercier-Hutchinson che si impose in 21h11'45", bissando il successo dell'anno precedente, davanti all'olandese Joop Zoetemelk e al belga Eddy Merckx.

## Tappe
| Tappa  | Data     | Percorso                                     | km  | Vincitore di tappa | Leader cl. generale |
| ------ | -------- | -------------------------------------------- | --- | ------------------ | ------------------- |
| Prol.  | 11 marzo | Saint-Fargeau-Ponthierry (cron. individuale) | 7,2 | Eddy Merckx        | Eddy Merckx         |
| 1ª-1ª  | 12 marzo | Auxerre > Saulieu                            | 105 | Jacques Esclassan  | Eddy Merckx         |
| 1ª-2ª  | 12 marzo | Saulieu > Chalon-sur-Saône                   | 100 | Eric Leman         | Eddy Merckx         |
| 2ª     | 13 marzo | Chalon-sur-Saône > Saint-Étienne             | 213 | Rik Van Linden     | Eddy Merckx         |
| 3ª-1ª  | 14 marzo | Tournon-sur-Rhône > Valence                  | 19  | Walter Godefroot   | Eddy Merckx         |
| 3ª-2ª  | 14 marzo | Valence (cron. a squadre)                    | 4,9 | Rokado-de Gribaldy | Eddy Merckx         |
| 4ª     | 15 marzo | Viviez > Manosque                            | 187 | Leif Mortensen     | Eddy Merckx         |
| 5ª     | 16 marzo | Manosque > Draguignan                        | 133 | Rik Van Linden     | Eddy Merckx         |
| 6ª-1ª  | 17 marzo | Fréjus > Nizza                               | 78  | Rik Van Linden     | Eddy Merckx         |
| 6ª-2ª  | 17 marzo | Nizza > Col d'Èze (cron. individuale)        | 9,5 | Joop Zoetemelk     | Raymond Poulidor    |
| Totale | Totale   | Totale                                       | 850 |                    |                     |

## Dettagli delle tappe

### Prologo
- 11 marzo: Saint-Fargeau-Ponthierry > Saint-Fargeau-Ponthierry (cron. individuale) – 7 km

| Pos. | Corridore        | Squadra | Tempo |
| ---- | ---------------- | ------- | ----- |
| 1    | Eddy Merckx      | Molteni | 9'42" |
| 2    | Charly Grosskost | Gan     | a 12" |
| 3    | Leif Mortensen   | Bic     | a 16" |

| Pos. | Corridore   | Squadra | Tempo |
| ---- | ----------- | ------- | ----- |
| 1    | Eddy Merckx | Molteni |       |

### 1ª tappa - 1ª semitappa
- 12 marzo: Auxerre > Saulieu – 105 km

| Pos. | Corridore         | Squadra | Tempo    |
| ---- | ----------------- | ------- | -------- |
| 1    | Jacques Esclassan | Peugeot | 2h43'05" |
| 2    | Rik Van Linden    | Rokado  | s.t.     |
| 3    | Eric Leman        | Peugeot | s.t.     |

| Pos. | Corridore   | Squadra | Tempo |
| ---- | ----------- | ------- | ----- |
| 1    | Eddy Merckx | Molteni |       |

### 1ª tappa - 2ª semitappa
- 12 marzo: Saulieu > Chalon-sur-Saône – 100 km

| Pos. | Corridore         | Squadra | Tempo    |
| ---- | ----------------- | ------- | -------- |
| 1    | Eric Leman        | Peugeot | 2h19'13" |
| 2    | Rik Van Linden    | Rokado  | s.t.     |
| 3    | Jacques Esclassan | Peugeot | s.t.     |

| Pos. | Corridore   | Squadra | Tempo |
| ---- | ----------- | ------- | ----- |
| 1    | Eddy Merckx | Molteni |       |

### 2ª tappa
- 13 marzo: Chalon-sur-Saône > Saint-Étienne – 213 km

| Pos. | Corridore              | Squadra | Tempo    |
| ---- | ---------------------- | ------- | -------- |
| 1    | Rik Van Linden         | Rokado  | 5h44'15" |
| 2    | Leif Mortensen         | Bic     | s.t.     |
| 3    | Gustaaf Van Roosbroeck | Rokado  | s.t.     |

| Pos. | Corridore   | Squadra | Tempo |
| ---- | ----------- | ------- | ----- |
| 1    | Eddy Merckx | Molteni |       |

### 3ª tappa - 1ª semitappa
- 14 marzo: Tournon-sur-Rhône > Valence – 19 km

| Pos. | Corridore          | Squadra  | Tempo  |
| ---- | ------------------ | -------- | ------ |
| 1    | Walter Godefroot   | Flandria | 21'30" |
| 2    | Jean-Luc Molinéris | Flandria | s.t.   |
| 3    | Jacques Esclassan  | Peugeot  | s.t.   |

| Pos. | Corridore   | Squadra | Tempo |
| ---- | ----------- | ------- | ----- |
| 1    | Eddy Merckx | Molteni |       |

### 3ª tappa - 2ª semitappa
- 14 marzo: Valence > Valence (cron. a squadre) – 4 km

| Pos. | Squadra             | Tempo |
| ---- | ------------------- | ----- |
| 1    | Rokado-de Gribaldy  | 6'11" |
| 2    | Sonolor             | a 6"  |
| 3    | Peugeot-BP-Michelin | a 8"  |

| Pos. | Corridore   | Squadra | Tempo |
| ---- | ----------- | ------- | ----- |
| 1    | Eddy Merckx | Molteni |       |

### 4ª tappa
- 15 marzo: Viviez > Manosque – 187 km

| Pos. | Corridore        | Squadra | Tempo |
| ---- | ---------------- | ------- | ----- |
| 1    | Leif Mortensen   | Bic     |       |
| 2    | Eddy Merckx      | Molteni |       |
| 3    | Raymond Poulidor | Gan     | a 2"  |

| Pos. | Corridore   | Squadra | Tempo |
| ---- | ----------- | ------- | ----- |
| 1    | Eddy Merckx | Molteni |       |

### 5ª tappa
- 16 marzo: Manosque > Draguignan – 133 km

| Pos. | Corridore      | Squadra   | Tempo    |
| ---- | -------------- | --------- | -------- |
| 1    | Rik Van Linden | Rokado    | 3h22'43" |
| 2    | Hennie Kuiper  | Rokado    | s.t.     |
| 3    | Raf Hooyberghs | Ijsboerke | s.t.     |

| Pos. | Corridore   | Squadra | Tempo |
| ---- | ----------- | ------- | ----- |
| 1    | Eddy Merckx | Molteni |       |

### 6ª tappa - 1ª semitappa
- 17 marzo: Fréjus > Nizza – 78 km

| Pos. | Corridore      | Squadra | Tempo    |
| ---- | -------------- | ------- | -------- |
| 1    | Rik Van Linden | Rokado  | 1h47'16" |
| 2    | Eric Leman     | Peugeot | s.t.     |
| 3    | Frans Mintjens | Molteni | s.t.     |

| Pos. | Corridore   | Squadra | Tempo |
| ---- | ----------- | ------- | ----- |
| 1    | Eddy Merckx | Molteni |       |

### 6ª tappa - 2ª semitappa
- 17 marzo: Nizza > Col d'Èze (cron. individuale) – 9 km

| Pos. | Corridore        | Squadra | Tempo  |
| ---- | ---------------- | ------- | ------ |
| 1    | Joop Zoetemelk   | Gitane  | 20'44" |
| 2    | Raymond Poulidor | Gan     | a 7"   |
| 3    | Régis Ovion      | Peugeot | a 12"  |

| Pos. | Corridore        | Squadra | Tempo     |
| ---- | ---------------- | ------- | --------- |
| 1    | Raymond Poulidor | Gan     | 21h11'45" |
| 2    | Joop Zoetemelk   | Gitane  | a 4"      |
| 3    | Eddy Merckx      | Molteni | a 12"     |

## Classifiche finali

### Classifica generale
| Pos. | Corridore           | Squadra                | Tempo     |
| ---- | ------------------- | ---------------------- | --------- |
| 1    | Raymond Poulidor    | Gan-Mercier-Hutchinson | 21h11'45" |
| 2    | Joop Zoetemelk      | Gitane-Frigecreme      | a 4"      |
| 3    | Eddy Merckx         | Molteni                | a 12"     |
| 4    | Régis Ovion         | Peugeot-BP-Michelin    | a 19"     |
| 5    | Leif Mortensen      | Bic                    | a 27"     |
| 6    | Luis Ocaña          | Bic                    | a 41"     |
| 7    | Charly Grosskost    | Gan-Mercier-Hutchinson | a 54"     |
| 8    | Herman Van Springel | Rokado-de Gribaldy     | a 1'00"   |
| 9    | Raymond Delisle     | Peugeot-BP-Michelin    | a 1'13"   |
| 10   | Yves Hézard         | Sonolor                | a 1'42"   |